# Милан Недељковић
Милан Г. Недељковић (Београд, 9. септембар 1857 — Београд, 21. фебруар 1950) био је први српски професор астрономије и метеорологије у Великој школи, оснивач и први управник астрономске и метеоролошке опсерваторије у Београду.

## Биографија
Родио се у Краљице Наталије, тада Абаџијској улици у Београду, као прво од осморо деце (Милан, Ђорђе, Никола, Емилијан, Војислав, Љубомир, Косара и Спасенија) имућног абаџије Глигорија Недељковића и мајке Александре. Прву мушку гимназију завршио је као ученик генерације. На Великој школи, на Природно-математичком одсеку, дипломирао је са одличним успехом и наградом за рад из физике. На Великој школи одмах је примљен за приправника предавача за физику и матаматику. Међутим, на предлог Јосифа Панчића добија стипендију за наставак школовања у Паризу. На Сорбони се уписује на математику, а на Колежу де Франс ванредно студира физику.
После пет година студија у Паризу, враћа се у Београд са дипломама математике, физике, астрономије, метеорологоје, прецизне механике и сеизмологије. На Великој школи он тада отвара катедру за астрономију и метеорологију и одмах моли Владу Краљевине Србије да му омогући изградњу опсерваторије која би била и централна метеоролошка станица. Године 1887. основао је Астрономску и метеоролошку опсерваторију у Београду у којој је почетком 20. века вршио и прва сеизмолошка и геомагнетска мерења у Србији. Управник опсерваторије је био до свог пензионисања 1924. године.
Значајно дело М. Недељковића после Првог светског рата, у коме је српски народ тешко пострадао, јесте набавка астрономских, метеоролошких и других геофизичких инструмената и прибора од којих је направљена Астрономска опсерваторија на Великом Врачару, која је почела са радом 1932. године. Телескопи су набављени 1922. године и допремљени из Јене у Београд на рачун ратне одштете од Немачке у Првом светском рату.
Све време у астрономско-метеоролошком послу Милану Недељковићу је од велике помоћи била имућна и образована супруга Томанија (1866-1959). Целог живота су издвајали лична средства за ове науке.

## Одабрана дела
- Свет и Халејева комета, 1910.[2]
- О календару, 1923.[2]